# みなみのさんかく座ベータ星
みなみのさんかく座β星 (みなみのさんかくざベータせい、β TrA / β Trianguli Australis) は、みなみのさんかく座の恒星で3等星。
この星は連星で、主星のみなみのさんかく座β星Aは黄白色の巨星、14等級の伴星とは、地球からは約155秒離れて見える。